# Kamenzer Brauerei
Die Kamenzer Brauerei war eine Brauerei, die in der sächsischen Stadt Kamenz bis 1996 existierte und in der DDR als  VEB Kamenzer Brauerei firmierte. Das Bier wurde meist unter dem Namen Sachsenquell verkauft.

## Geschichte
Die Brauerei firmierte bis 1900 unter dem Namen Kamenzer Brauereigenossenschaft mbH, später bis 1922 als Braucommun zu Kamenz eGmbH. Danach ging aus dem Unternehmen die Kamenzer Brauerei AG hervor, welche in der DDR so bis 1960 existierte. Ab 1926 wurde auch unter der Marke „Sachsenquell“ Bier verkauft.
Ab 1960 firmierte die Brauerei als Kamenzer Brauerei KG, ab 1972 dann verstaatlicht als VEB Kamenzer Brauerei. 1975 wurde die Brauerei dann im Zuge der Zentralisierung in die VEB Dresdner Brauereien als Brauerei Bautzen, Betriebsteil Kamenz eingegliedert. Ab 1978 lautete die korrekte Bezeichnung bis zur Wende VEB Bautzner Brauerei, BT Kamenz, im VEB GK Dresden.
Nach der Auflösung der DDR wurde die Brauerei von der Privatbrauerei Hösl gekauft und als Sachsenquellbrauerei Kamenz GmbH weiter betrieben. Deren Inhaber Johannes Hösl kaufte auch die Lizenz für die Biere der ehemaligen Societäts-Brauerei zu Zittau, die eine Zeit lang in Kamenz statt in Zittau hergestellt wurden.
Die Brauerei kam in finanzielle Schwierigkeiten, am 4. Dezember 1996 begann das Gesamtvollstreckungsverfahren. Auf Grund dessen ging sie in Insolvenz und wurde stillgelegt. Die Gebäude kaufte anschließend die Stadt Kamenz und riss einen Großteil davon ab.